# Unterschrift

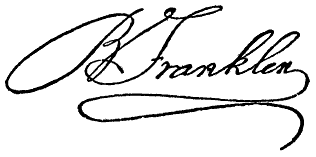
Unterschrift von Benjamin Franklin

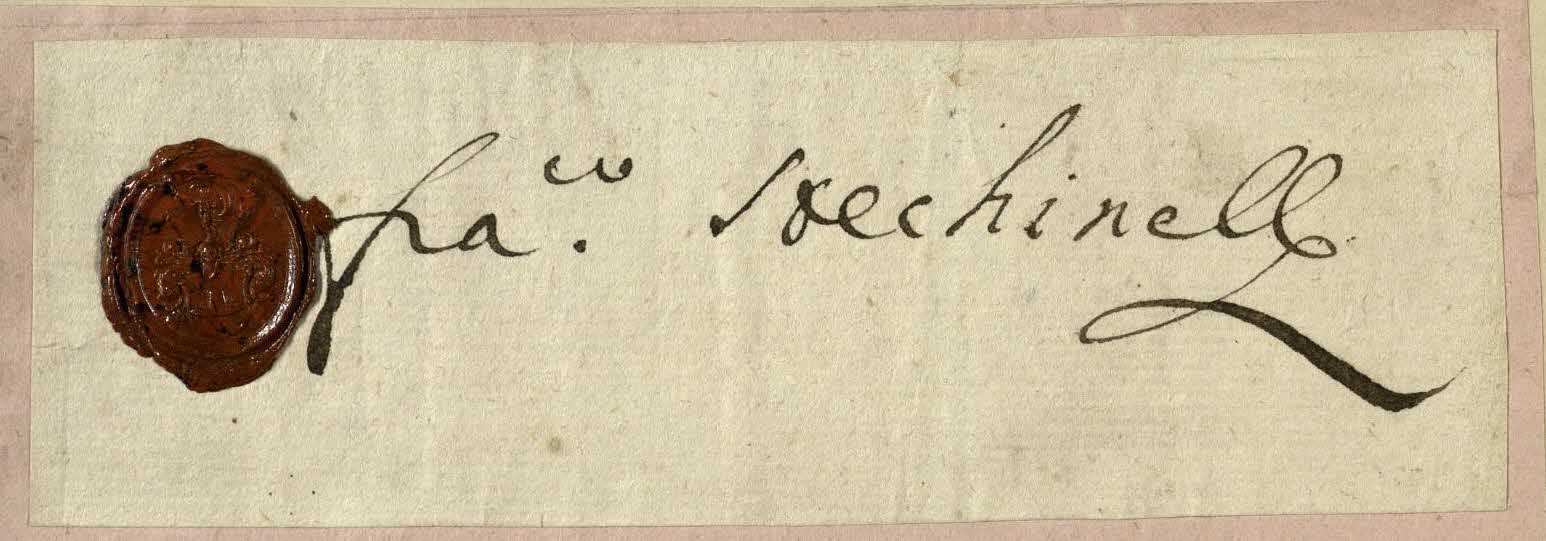
Eigenhändige Unterschrift von Stechinelli aus dem 17. Jahrhundert.

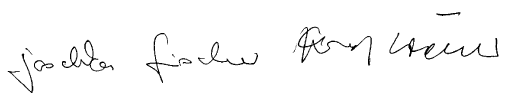
Unterschriften von Joschka Fischer und Gerhard Schröder unter dem Vertrag über eine Verfassung für Europa vom 29. Oktober 2004

Eine Unterschrift (auch Signatur, von lateinisch signare ‚bezeichnen‘, zu lateinisch signum ‚Zeichen‘) ist die handschriftliche, eigenhändige Namenszeichnung auf Schriftstücken durch eine natürliche Person mit mindestens dem Familiennamen. Die Unterschriftsleistung ist zur Gültigkeit von Rechtsgeschäften, die mindestens der Schriftform bedürfen, erforderlich.

## Allgemeines
„Unter-schrift“ ist eine Lehnübersetzung zu lateinisch sub-scriptio, zu sub- „unter“ und scrībere „schreiben“. Unterschrift ist der „zum Zeichen der Anerkennung des Inhalts unter den Text einer Urkunde gesetzte eigenhändig geschriebene Name einer Person“.
Unterschriften haben den Zweck, die Rechtswirksamkeit von Rechtsgeschäften oder Willenserklärungen herzustellen und zu beweisen und Fälschungen zu verhindern. Fehlt eine vorgesehene Unterschrift, so entbehrt die Urkunde der Beweiskraft. Fehlt auf Schriftstücken die erforderliche Unterschrift oder ist sie aus bestimmten Gründen ungültig, so entfalten diese Schriftstücke keinerlei Rechtswirkungen, Verträge sind entsprechend nichtig. Auch ein guter Glaube an die Echtheit von Unterschriften genießt keinen Rechtsschutz, so dass ungültige oder gefälschte Unterschriften nicht zu rechtswirksamen Verträgen führen.

## Geschichtliche Entwicklung von Signatur und Unterschrift

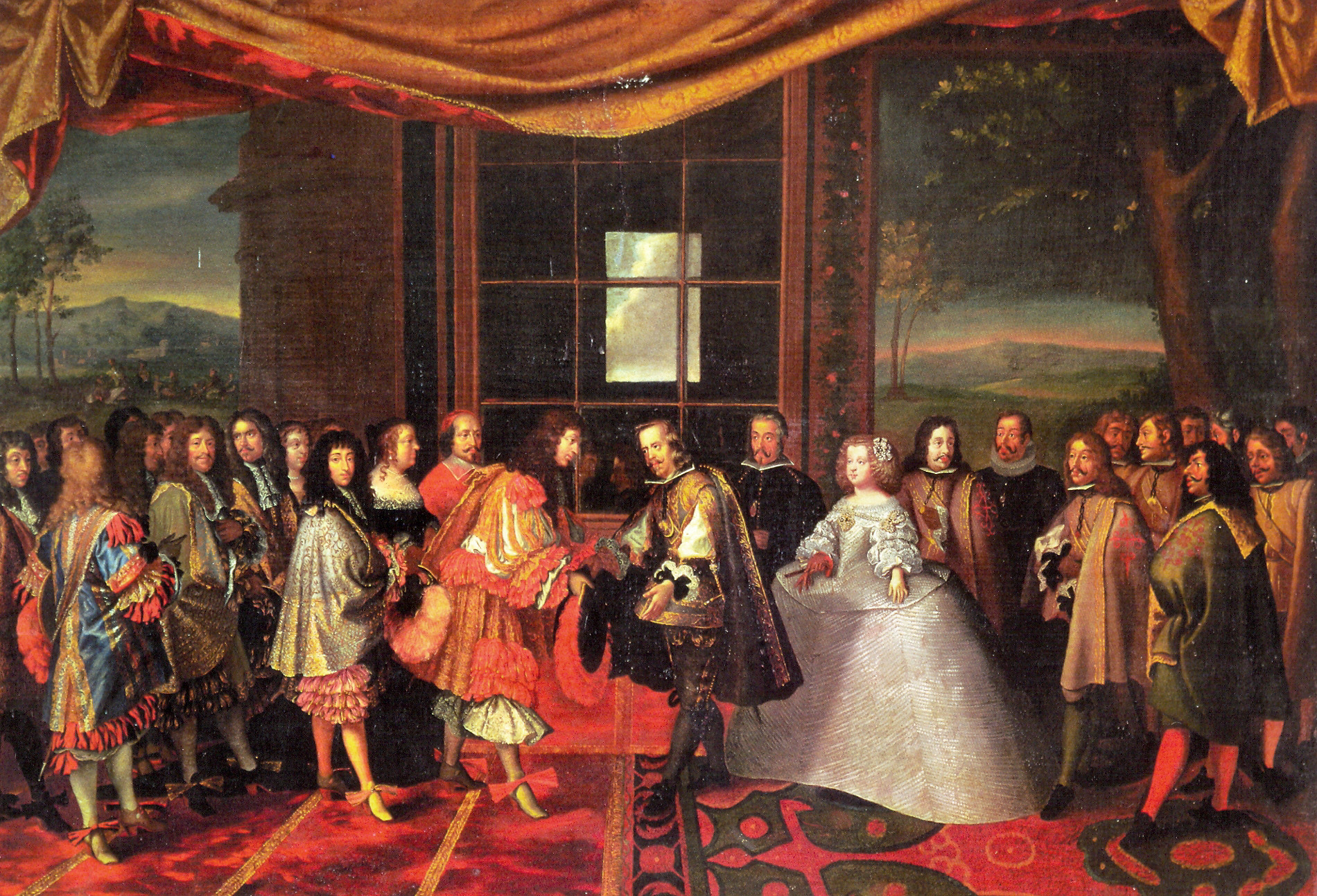
Unterzeichnung des Pyrenäenfriedens auf der Isla de los Faisanes

Historisch geht die Verwendung der Unterschrift in Rechtsakten wahrscheinlich auf das Siegel zurück.
Schon im Frühmittelalter finden sich Signaturen unter Dokumenten, etwa der Ostarrîchi-Urkunde Kaiser Ottos III. von 996. Hierbei schreibt der Schreiber das Monogramm unter den Text, der Herrscher signiert mit einem Punkt von eigener Hand (Autograph). Über ein reines Symbol wie etwa die Steinmetzzeichen hinausgehende Signaturen finden sich ab der Renaissance, in der Malerei etwa als „ops fec“ (lat. opus fecit „das Werk hat gemacht“) mit Namensnennung als Urheberangabe eines Künstlers auf seinem Werk, oder als Hausmarke. Diese Signierung wird im Barock zu einem Identitätsnachweis, aber auch zu einem Identifikationszeichen im Sinne eines personalisierten Markenzeichens, das Eindeutigkeit als Namenszeichen über Lesbarkeit des Namens stellt (Autogramm). Auch heute gilt geschäftlich ein Handzeichen anstelle einer vollständigen Unterschrift, sofern es notariell beurkundet ist.
Die moderne Datenverarbeitung erfordert neue rechtsverbindliche Formen einer Unterschrift im Sinne einer persönlichen Willensäußerung, die elektronische Signatur. Der Versuch, in elektronischen Kommunikationsmedien die Unterschrift wieder zu einem persönlichen Merkmal zu machen, hat die Signatur hervorgebracht, einen kurzen Textabschnitt unter E-Mails und Usenet-Beiträgen. Die Unterschrift dagegen auf einem Schreibtablet ohne elektronische Signatur genügt nach einem Urteil des Oberlandesgerichts München nicht einer gesetzlich erforderlichen Schriftform.

## Rechtsfragen
Die eigenhändige Namensunterschrift unter einem Text wahrt nach deutschem Zivilrecht sowohl die in § 126 Abs. 1 BGB gesetzlich vorgeschriebene Schriftform als auch die freiwillige – also ohne gesetzliche Notwendigkeit verwendete – Schriftform sowie den Urkundencharakter von privaten Urkunden gemäß § 440 ZPO. Sinn der Unterschrift ist, den Aussteller der Urkunde erkennbar zu machen und ihre Echtheit zu garantieren (siehe auch Unterschriftenfälschung und Überweisungsbetrug). Ein solcher Namenszug gilt der Rechtsprechung zufolge als einmalig und Bekundung des Willens, in der Rechtspraxis vor allem bei Willenserklärungen, Beglaubigungen sowie als Identitätsnachweis. Weiteres wesentliches Merkmal einer Unterschrift ist, dass sie von Dritten nicht ohne weiteres nachgeahmt werden kann. Die Schriftform ist gewahrt, wenn die Urkunde vom Aussteller eigenhändig durch Namensunterschrift oder mittels notariell beglaubigten Handzeichens unterzeichnet wurde. Andere Formerfordernisse außer der Textform benötigen ebenfalls eine eigenhändige Unterschrift oder eine qualifizierte elektronische Signatur (elektronische Form). Das einzige Dokument, das vollständig eigenhändig einschließlich Unterschrift verfasst werden muss, ist das Testament (§ 2247 Abs. 1 BGB), bei ihm sind Ort und Datum anzugeben (§ 2247 Abs. 2 BGB).

### Arten
Rechtlich unterscheidet man zwei Arten von Unterschriften:
- Einerseits gibt es den eigenhändigen Schriftzug des vollen Familiennamens, wobei der Vorname vorangestellt werden kann, aber zur Vollständigkeit der Unterschrift nicht erforderlich ist. Eine Unterschrift mit nur dem Vornamen, wie sie im Ausland zuweilen vorkommt, ist grundsätzlich nicht ausreichend[6], es sei denn, die Person ist unter ihrem Vornamen allgemein bekannt, wie etwa ein geistlicher Würdenträger.[7] Ebenfalls ungültig sind der Vorname und der Anfangsbuchstabe des Nachnamens oder bloß der Anfangsbuchstabe des Nachnamens; das sind lediglich Handzeichen wie die Paraphe[8] oder die „drei Kreuzchen“. Handzeichen können nur durch notarielle Beglaubigung Rechtswirksamkeit erlangen (§ 126 Abs. 1 BGB).
- Faksimile ist die nachgebildete Namenswiedergabe durch maschinelle oder elektronische Vervielfältigung oder durch Stempelaufdruck zur massenweisen Verwendung. Die bloße Wiedergabe einer Unterschrift im Wege des Faksimile ist keine eigenhändige Unterschriftsleistung und deshalb bei Verträgen mit Schriftformerfordernis als Formmangel rechtsunwirksam.[9]

### Allgemeine Anforderungen an eine Unterschrift
Den Anforderungen an eine eigenhändige Unterschrift ist dann genügt, wenn der Schriftzug individuell und einmalig ist, entsprechende charakteristische Merkmale aufweist und sich so als eine die Identität des Unterzeichnenden ausreichend kennzeichnende Unterschrift seines Namens darstellt. Eine flüchtige Schreibweise kann demnach bis zu einem gewissen Grade, selbst wenn die Unterschrift durch Undeutlichkeiten oder gar Verstümmelungen unleserlich wird, noch als zureichende Unterzeichnung angesehen werden. Eine erkennbar abgekürzte Form des Namens (Paraphe) ist auch in der Rechtsprechung nicht als Unterschrift anerkannt worden. Häufig erscheinen im Zusammenhang mit Unterschriften üblicherweise auch die Ortsangabe und das Datum.

### Anforderungen an die Lesbarkeit
Der Personenname muss als Name erkennbar sein, mindestens müssen Andeutungen von Buchstaben zu erkennen sein, sonst fehlt es am Merkmal einer Schrift. Schrift sind alle Zeichen, die dazu bestimmt sind, einen beliebigen Gedankeninhalt für andere lesbar zu machen. Dabei ist die vollständige Lesbarkeit einer Unterschrift jedoch nicht erforderlich. Die Unterschrift muss bei Unleserlichkeit wenigstens einen individuellen Charakter aufweisen. Das Schriftzeichen muss einzelne individuelle Merkmale enthalten. Nicht rechtswirksam sind senkrechte oder schräg nach oben oder unten gezogene Striche, Wellenlinien oder gekrümmte Linien. Erforderlich, aber auch ausreichend ist ein die Identität des Unterschreibenden hinreichend kennzeichnender individueller Schriftzug, der einmalig ist, entsprechend charakteristische Merkmale aufweist und sich als Wiedergabe eines Namens darstellt. Die Lesbarkeit des Vornamens allein genügt nicht, wenn der Familienname in der Unterschrift völlig fehlt.
Der Bundesgerichtshof (BGH) hat die Bedingungen, die an eine Unterschrift zu stellen sind, wie folgt zusammengefasst: „Eine Unterschrift setzt ein aus Buchstaben einer üblichen Schrift bestehendes Gebilde voraus, das nicht lesbar zu sein braucht. Erforderlich, aber auch genügend ist das Vorliegen eines die Identität des Unterschreibenden ausreichend kennzeichnenden individuellen Schriftzuges, der einmalig ist, entsprechende charakteristische Merkmale aufweist, sich als Wiedergabe eines Namens darstellt und die Absicht einer vollen Unterschriftsleistung erkennen lässt.“ Unterschiedlich beurteilt wird die Frage, ob und inwieweit einzelne Buchstaben – wenn auch nur andeutungsweise – erkennbar sein müssen, weil es sonst am Merkmal einer Schrift fehlt. Wenn lediglich ein Buchstabe erkennbar ist und darüber hinaus keine ausreichenden individuellen Merkmale hervortreten, erfüllt das nicht die Voraussetzungen einer Unterschrift. Wird eine Erklärung mit einem Handzeichen unterschrieben, das nur einen Buchstaben verdeutlicht, oder mit einer Buchstabenfolge, die erkennbar als bewusste und gewollte Namensabkürzung erscheint, liegt keine Namensunterschrift im Rechtssinne vor. Ob ein Schriftzeichen eine Unterschrift oder lediglich eine Abkürzung (Namenszeichen, Handzeichen, Paraphe) darstellt, beurteilt sich nach dem äußeren Erscheinungsbild; dabei ist ein großzügiger Maßstab anzulegen, sofern die Autorenschaft gesichert ist. Steht nach § 440 ZPO die Echtheit der Namensunterschrift fest, so hat die über der Unterschrift stehende Schrift die Vermutung der Echtheit für sich.

### Zivilrechtliche Anforderungen
Die schriftlich abgefasste Urkunde ist vom Aussteller eigenhändig durch Namensunterschrift oder durch notariell beglaubigtes Handzeichen zu unterzeichnen (§ 126 Abs. 1 BGB). Bei einem Vertrag müssen die Beteiligten auf derselben Urkunde unterzeichnen (§ 126 Abs. 2 BGB). Die Urkunden haben das gesamte Rechtsgeschäft zu enthalten, Unterschriften müssen den Urkundentext räumlich abschließen – sie stehen immer unter dem Text. Schreibt das Gesetz für eine Erklärung die Schriftform vor, verlangt § 126 Satz 1 BGB lediglich, dass die Urkunde von dem Aussteller durch Namensunterschrift eigenhändig unterzeichnet ist. Danach braucht der Text nicht fertig gestellt zu sein, wenn die Unterschrift geleistet wird. Der Erklärende kann das Papier auch blanko unterzeichnen, die Schriftform ist in diesem Falle mit Vervollständigung der Urkunde gewahrt.
Die Unterschrift muss den Urkundentext räumlich abschließen und darf deshalb nicht „Überschrift“ sein. Damit bezweckt das Gesetz, dass der Unterschriftsleistende den vorangehenden Text auch gelesen hat und aus diesem Grunde mit seiner Unterschrift den Inhalt der Urkunde für Beteiligte als verbindlich anerkennt. Mit der Unterschrift bringt der Unterzeichner den unbedingten Willen zum Ausdruck, die volle Verantwortung für den Inhalt des Schriftsatzes zu übernehmen. Eine „Oberschrift“ am oberen Rand wie bei den zeitweilig von Kreditinstituten eingesetzten Überweisungsträgern genügt ebenso nicht wie „Nebenschriften“, denn beide erfüllen jedenfalls nicht die einer Unterschrift zukommende Funktion, den Urkundentext räumlich und zeitlich abzuschließen, weil sie nicht einmal vom äußeren Erscheinungsbild her geeignet sind, die Übernahme der Verantwortung für den auf dem Schriftstück befindlichen Text auszudrücken.
Rechtsverbindlich und zulässig ist die Unterschrift mit einem Pseudonym, sofern die als Aussteller in Betracht kommende Person ohne Zweifel feststeht, oder mit einem Teil eines Doppelnamens. Wird mit dem Künstlernamen unterschrieben, so ist damit der gesetzlichen Schriftform genügt und die Eigenhändigkeit gewahrt. Die Unterzeichnung mit einer Verwandtschaftsbezeichnung, einem Titel, einer Rechtsstellung oder den Anfangsbuchstaben (den Initialen, einer so genannten Paraphe) sind keine Unterschrift. Eine Schreibhilfe durch Führen der Hand des Schreibenden macht die so zustande gekommene Unterschrift noch nicht ungültig, selbst wenn die Unterschrift anschließend mehr der Schrift des Schreibhelfers ähnelt, solange gewährleistet ist, dass der „Unterschreibende“ die Unterschrift tatsächlich leisten will.

### Geschäftsbriefe und Verträge
Unterschriften auf Geschäftsbriefen mit Außenwirkung und Verträgen werden international üblich auf der linken Seite (in Ländern mit linksbündiger Schrift) oder der rechten Seite (in Ländern mit rechtsbündiger Schrift) angebracht. Auch eine umgekehrte Platzierung der Unterschriftenzeile kommt vor. Die Unterzeichnenden müssen Organe (Geschäftsführer, Vorstand etc.) des Unternehmens sein. Andere müssen Unterschriftenvollmacht besitzen und unterzeichnen beispielsweise mit „i. A.“ (im Auftrag), „i. V.“ (in Vollmacht) oder „ppa.“ („per prokura autoritate“). Nach DIN 5008 stehen diese Vollmachtkürzel im Geschäftsbrief zwischen der Grußformel, der Bezeichnung des Unternehmens und der maschinenschriftlichen Namenswiedergabe oder vor der maschinenschriftlichen Namenswiedergabe in derselben Zeile. Hierbei wird oft durch zwei Unterschriften das Vier-Augen-Prinzip angewandt. Gibt es hierbei einen hierarchischen Unterschied, setzt die höher stehende Person ihre Unterschrift nach links. Üblich ist, unterhalb der Unterschriften auch den Rang oder die Funktion der Unterzeichnenden anzugeben. Auf Verträgen mit mehreren Vertragsparteien ist es üblich, dass die Unterschriften die gesamten Zeilen ausnutzen.
Das Kürzel „gez.“ (gezeichnet) wird in der Regel dann verwendet, wenn auf eine handschriftliche Unterschrift verzichtet wird und lediglich der (gedruckte) Name des Unterzeichnenden folgt. Das Kürzel „gez.“ bedeutet: „Im Original folgt hier die Unterschrift, die hier nur als gedruckter Name wiedergegeben wurde“. Entsprechende Briefe enthalten oft zusätzliche Hinweise wie „Dieses Schreiben wurde maschinell erstellt und ist auch ohne Unterschrift gültig“. Beide Varianten sind meist nur im Massenbetrieb großer Unternehmen oder Behörden üblich. Dieser Satz genügt nicht der Schriftform, es sei denn, das Gesetz lässt im Massenverkehr Ausnahmen zu (§ 793 Abs. 2 Satz 2 BGB, § 13 Satz 1 AktG, § 3 Abs. 1 Satz 2, § 39 Abs. 1 Satz 1, § 43 Abs. 4 Versicherungsvertragsgesetz). Dahingegen genügt ein solcher Satz jedoch der Textform nach § 126b BGB, wonach die Informationsfunktion einer schriftlichen Erklärung in den Vordergrund tritt und auf eine eigenhändige Unterschrift verzichtet wird.
Sogar eine gefälschte Unterschrift ist formgültig, sie bindet jedoch nicht den Namensträger, sondern analog § 179 BGB den Fälscher.

### Unterschriften von Prokuristen und Handlungsbevollmächtigten
Häufig steht vor Unterschriften unter Geschäftsbriefen das Kürzel i. A. (im Auftrag). Es soll verdeutlichen, dass nicht der Verantwortliche selbst unterschrieben hat, sondern ein von ihm per Vollmacht Beauftragter (in Vollmacht: bei Behörden für „in Vertretung“).
Damit Dritte einen rechtsgeschäftlichen Vertreter als Handlungsbevollmächtigten einer Firma erkennen können, unterzeichnet er mit dem Zusatz „in Vollmacht“, „im Auftrag“ oder „i. V.“/„i. A.“ (§ 57 HGB). Nach § 51 HGB hat auch der Prokurist seinem Namen einen die Prokura andeutenden Zusatz beizufügen („ppa“ für „per procura autoritate“). Diese Zusätze bewirken jedoch als reine Ordnungsvorschrift nicht die Unwirksamkeit derjenigen Rechtsgeschäfte, die ohne diesen Zusatz eingegangen wurden.
Unterschriftsproben oder -verzeichnisse mit Unterschriftsmustern von Unterzeichnungsberechtigten werden zwischen Unternehmen ausgetauscht, wenn eine dauerhafte Geschäftsverbindung besteht, bei der die Vertragspartner von häufig wechselnden Unterzeichnern ausgehen müssen (Bankvollmachten im Bankwesen oder bei Korrespondenzbanken). Zwischen Korrespondenzbanken ist es üblich, dass gegenseitig Unterschriftenverzeichnisse ausgetauscht werden, so dass jede Korrespondenzbank prüfen kann, ob in der Außenhandelsfinanzierung, im Interbankenhandel oder im internationalen Kreditverkehr eine Unterschriftenvollmacht der Unterzeichnenden vorhanden ist.

### Legitimationsprüfungen
Im Bankwesen wird von Legitimationsprüfung gesprochen, wenn der Vergleich einer geleisteten Unterschrift mit der Unterschrift auf einem amtlichen Legitimationspapier (Personalausweis oder Reisepass) oder der hinterlegten Unterschriftsprobe zum Girokonto durchgeführt wird. So werden alle Unterschriften auf Kontoverfügungen des Bankkunden im Inlandszahlungsverkehr (Überweisungsträger, Lastschrift) oder internationalen Zahlungsverkehr (Zahlungsauftrag) mit der hinterlegten Unterschriftsprobe verglichen. Sie zielen darauf ab, die Übereinstimmung der Unterschriften nachzuweisen, um die Rechtsverbindlichkeit eines Schriftstücks festzustellen.
Insbesondere im Bankwesen sind derartige Legitimationsprüfungen gesetzlich vorgeschrieben, und zwar aus steuerlicher (§ 154 AO; Kontenwahrheit) und aus Geldwäschesicht (§ 1 Abs. 3 i. V. m. §§ 11 und 12 GwG). Das Geldwäschegesetz versteht unter „Identifizieren“ das Feststellen des Namens auf Grund eines Personalausweises oder Reisepasses sowie des Geburtsdatums, der Anschrift und das Feststellen von Art, Nummer und ausstellender Behörde des amtlichen Ausweises.
Legitimationsprüfungen sollen die Echtheit der Unterschriften durch optischen Vergleich sicherstellen und den Nachweis für etwaige Vertretungsberechtigungen bei Unternehmen führen. Auch Notare müssen bei Unterschriftsbeglaubigungen prüfen, ob die im Beglaubigungsvermerk namentlich aufgeführte Person und der Erklärende identisch sind. Die Beglaubigung bezieht sich nur auf die Echtheit der Unterschrift und die Prüfung einer etwaigen Vertretungsberechtigung. Diese wird gemäß § 21 BNotO nach notarieller Einsichtnahme in ein Register in Form einer Bescheinigung über eine Vertretungsberechtigung erteilt. Nach § 32 Abs. 1 Satz 1 GBO kann bei im Handels-, Genossenschafts-, Partnerschafts- oder Vereinsregister eingetragenen Vertretungsberechtigungen sowie das Bestehen juristischer Personen und Gesellschaften durch eine Bescheinigung nach § 21 Abs. 1 BNotO bestätigt werden. Nach § 21 Satz 3 dieser Vorschrift kann der Nachweis auch durch einen amtlichen Registerausdruck oder eine beglaubigte Registerabschrift erbracht werden.
Ein schwieriges Thema sind die von Unterschriftsproben abweichenden Unterschriften. Es ist anerkannt, dass es im Zeitablauf zu Veränderungen des Unterschriftenbildes kommen kann. Bei nur geringfügigen Abweichungen ist dies eher unproblematisch; bei größeren Abweichungen von der vorhandenen Unterschriftsprobe kann jedoch die Gefahr der Unterschriftsfälschung bestehen, die durch eine Legitimationsprüfung gerade entdeckt werden soll. Kreditkartenunternehmen regeln hierzu in ihren AGB, dass die Unterschrift bei Kartennutzung der Unterschrift auf der Karte zu entsprechen hat und eine abweichende Unterschrift nicht die Haftung des Karteninhabers für die Erfüllung seiner mit der Karte eingegangenen Verpflichtungen ändert. Es liegt im Ermessen des die Unterschrift Prüfenden, ob er eine Unterschrift als mit der Unterschrift auf dem Ausweisdokument übereinstimmend anerkennt oder nicht. Um nicht in Schwierigkeiten zu geraten, muss sich jeder im eigenen Interesse über die gesamte Laufzeit des Ausweisdokuments an die einmal geleistete Musterunterschrift halten. Unterschriften auf Ausweisdokumenten wie Personalausweis oder Reisepass gelten jedoch nicht als Original-Unterschrift.

### Prozessrechtliche Anforderungen
Im außergerichtlichen Bereich genügt ein Fax nicht dem Schriftformerfordernis des § 126 BGB. Das Schriftformerfordernis bei Übermittlung wird bei einer Willenserklärung durch Telefax nicht gewahrt, weil es – obwohl ein Original existiert – am formgerechten Zugang der Willenserklärung fehlt. Bei durch Telex oder Fax übermittelten Bürgschaften ist die Schriftform deshalb nicht gewahrt. Auch die durch das Signaturgesetz eingeführte digitale Signatur erfüllt nicht das Erfordernis der „eigenhändigen Unterschrift“.
Allerdings genügt ein Fax den Anforderungen des Gerichts an einen bestimmten Schriftsatz (§ 130 Nr. 6 ZPO). Das gilt aber nur dann, wenn ein unterschriebenes Original gefaxt wurde. Ein vom Prozessbevollmächtigten eigenhändig unterschriebener Berufungsschriftsatz ist auch dann formwirksam, wenn er nicht auf „normalem“ Weg gefaxt, sondern direkt als Computerfax mit eingescannter Unterschrift elektronisch an das Berufungsgericht übermittelt wird. Dies stellt eine lediglich äußerliche (technische, nicht aber inhaltliche) Veränderung des von dem Prozessbevollmächtigten durch seine eigenhändige Unterschrift autorisierten bestimmenden Schriftsatzes dar. Der Zweck der Schriftform, die Rechtssicherheit und insbesondere die Verlässlichkeit der Eingabe zu gewährleisten, könne auch im Falle einer derartigen elektronischen Übermittlung gewahrt werden. Maßgeblich für die Beurteilung der Wirksamkeit des elektronisch übermittelten Schriftsatzes sei allein die auf Veranlassung des Prozessbevollmächtigten am Empfangsort (Gericht) erstellte körperliche Urkunde.

### Öffentliches Recht
Bei Behördenschreiben mit Regelungscharakter (Verwaltungsakten) ist eine Unterschrift entbehrlich (vgl. z. B. § 37 Abs. 5 Verwaltungsverfahrensgesetz (VwVfG) des Bundes, entsprechende Regelungen enthalten auch die Verwaltungsverfahrensgesetze der Länder). Selbst dann, wenn für Behördenhandeln ausnahmsweise Schriftform vorgeschrieben ist, bedarf es keiner Unterschrift, sondern lediglich der Angabe des Namens des Behördenleiters oder eines seiner Mitarbeiter. Wenn die dem Betroffenen zugestellte Ausfertigung den Namen des Unterzeichners enthält, liegt damit ein ordnungsgemäßer schriftlicher Verwaltungsakt vor. Verwaltungsakte können schriftlich, elektronisch, mündlich oder in anderer Weise erlassen werden (§ 37 Abs. 2 Satz 1 VwVfG).

### Urheberrecht
Unterschriften sind nicht urheberrechtlich geschützt (siehe Rechtsschutz von Schriftzeichen).

## International

### Österreich
In Österreich wurden die Anforderungen an eine Unterschrift (zumindest im Behördenverkehr) 1979 vom Verwaltungsgerichtshof festgelegt: „Die Unterschrift ist ein Gebilde aus Buchstaben einer üblichen Schrift, aus der ein Dritter, der den Namen des Unterzeichnenden kennt, diesen Namen aus dem Schriftbild noch herauslesen kann. Es ist nicht zu verlangen, dass die Unterschrift lesbar ist. Es muss aber ein die Identität des Unterschreibenden ausreichend kennzeichnender, individueller Schriftzug sein, der entsprechende charakteristische Merkmale aufweist und sich als Unterschrift eines Namens darstellt.“

### Schweiz
Auszug aus dem Schweizer Obligationenrecht (OR), Art. 14–15:
c. Unterschrift
1 Die Unterschrift ist eigenhändig zu schreiben.
2 Eine Nachbildung der eigenhändigen Schrift auf mechanischem Wege wird nur da als genügend anerkannt, wo deren Gebrauch im Verkehr üblich ist, insbesondere wo es sich um die Unterschrift auf Wertpapieren handelt, die in grosser Zahl ausgegeben werden.
2bis Der eigenhändigen Unterschrift gleichgestellt ist die qualifizierte elektronische Signatur, die auf einem qualifizierten Zertifikat einer anerkannten Anbieterin von Zertifizierungsdiensten im Sinne des Bundesgesetzes vom 19. Dezember 2003 über die elektronische Signatur beruht. Abweichende gesetzliche oder vertragliche Regelungen bleiben vorbehalten.
3 Für den Blinden ist die Unterschrift nur dann verbindlich, wenn sie beglaubigt ist, oder wenn nachgewiesen wird, dass er zur Zeit der Unterzeichnung den Inhalt der Urkunde gekannt hat.
d. Ersatz der Unterschrift
Kann eine Person nicht unterschreiben, so ist es, mit Vorbehalt der Bestimmungen über den Wechsel, gestattet, die Unterschrift durch ein beglaubigtes Handzeichen zu ersetzen oder durch eine öffentliche Beurkundung ersetzen zu lassen.
In einem Urteil des Bundesgerichtes vom August 2015 stellte dieses klar, dass ein eingescanntes Dokument mit Unterschrift nicht als rechtsgültiger Nachweis dient, sondern im Original vorliegen muss. Das Bundesgericht hielt fest:
„Es ist allgemein anerkannt, dass nur die am Original erhobenen Befunde eine positive Urheberschaftsaussage begründen können und der Nachweis der Echtheit einer Fotokopie nicht möglich ist [...]. Nicht-Originale enthalten lediglich bildliche Darstellungen von Schreibleistungen und es existieren keine hinreichend sicheren Methoden nachzuweisen, dass die darin enthaltenen Schriftzüge unverändert und vollständig reproduziert worden sind; es muss deshalb bereits offen bleiben, ob ein entsprechendes Original überhaupt jemals in der dargestellten Form existiert hat. Bei Nicht-Originalen bestehen elementare Informationsdefizite in den Merkmalen der Strichbeschaffenheit, Druckgebung, des Bewegungsflusses und der Bewegungsrichtung, deren Analyse und übereinstimmende Merkmalsausprägung für eine positive Urheberschaftsaussage unverzichtbar sind. Die Erkenntnismöglichkeiten bei der Begutachtung von Nicht-Originalen beschränken sich daher auf eine Tendenzaussage[...].“ (Bundesgericht, Urteil vom 31. August 2015: BGer, Az.: 9C_634/2014 vom 31. August 2015).
Somit bleibt für Dokumente mit potenziell hohem Streitwert bei der heutigen Rechtslage trotz Trend zum papierlosen Büro nur die Möglichkeit die Originaldokumente aufzubewahren.
Gemäß einem Gutachten der Universität St. Gallen ist die Unterschrift mit einem Stift auf einem digitalen Touchscreen zumindest dann als rechtlich genügend zu qualifizieren, wenn sie einen mit der klassischen Papier-Unterschrift vergleichbaren Informationsgehalt aufweist. Dies ist insbesondere dann der Fall, wenn die Unterschrift eine genügend hohe Auflösung aufweist und darüber hinaus die Druckfestigkeit erfasst wird.
Bei Zustellungen der Schweizerischen Post muss der Empfang auf einem Unterschriftenpad bestätigt werden. Bundesgericht und Post sind sich nicht einig, ob dies den rechtlichen Anforderungen genügt. Nach Einschätzung des Bundesgerichts ist das „Pixelmuster“ nicht genügend, da die Auflösung des Schriftbildes so tief ist, dass die einzelnen Pixel erkennbar sind. Der Bundesrat hingegen teilt die Meinung der Post und sieht keinen gesetzgeberischen Handlungsbedarf.

### Weitere Staaten

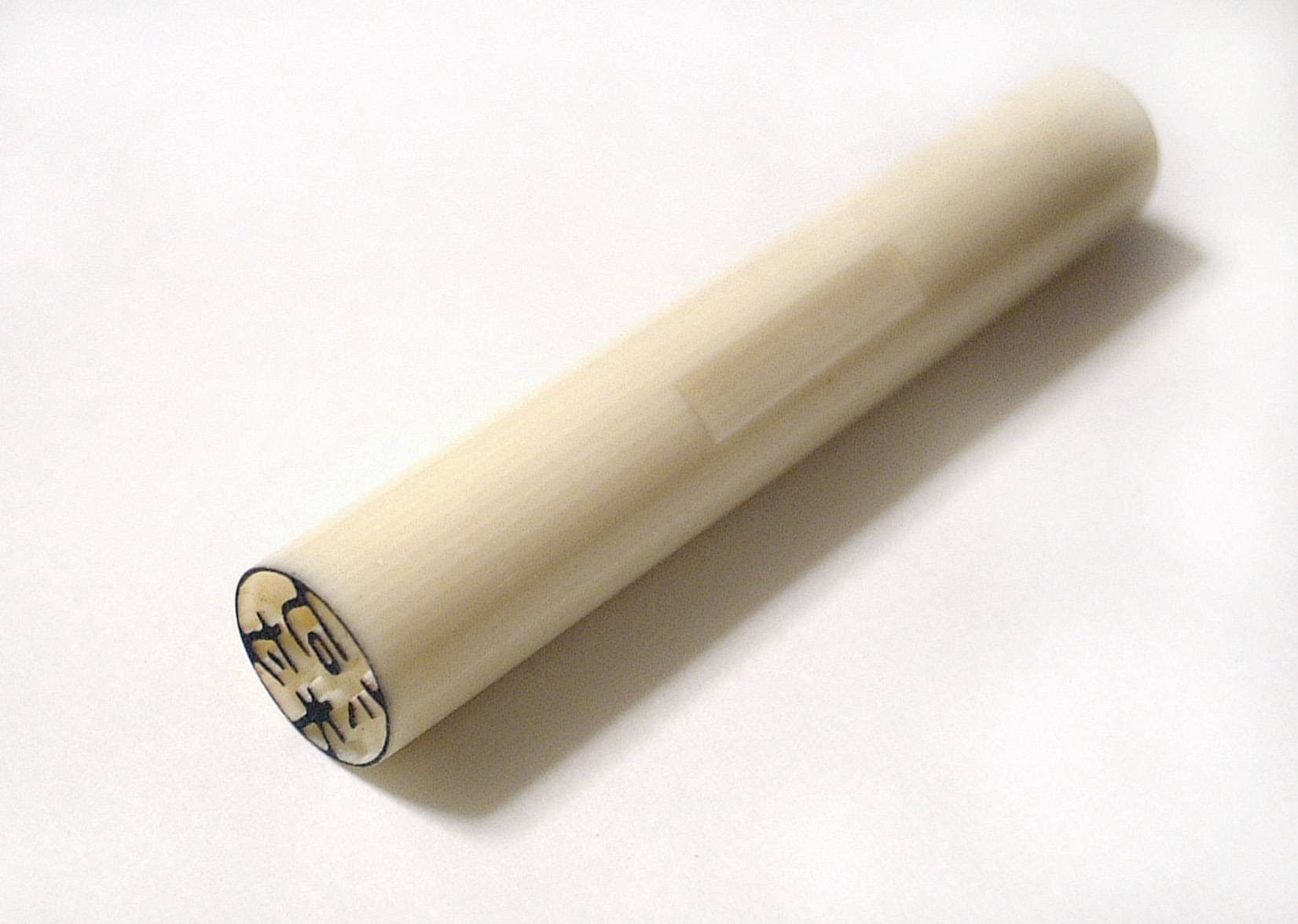
Japanischer Namensstempel (Hanko)

Auch in anderen Staaten dient die Unterschrift (englisch signature, französisch signature, italienisch firma, niederländisch handtekening oder spanisch firma) der Rechtswirksamkeit von Rechtsgeschäften jeder Art. Internationale Verträge, insbesondere völkerrechtliche, werden oft von den Versammlungsleitern lediglich paraphiert, bis sie national durch die Parlamente ratifiziert wurden. Erst dann werden sie feierlich unterzeichnet, wodurch erst ihre Gültigkeit beginnt. Bei Analphabeten dient oft der Fingerabdruck als Unterschriftsersatz. In der Türkei müssen solche Urkunden durch einen Notar errichtet werden.
Im ostasiatischen Kulturkreis ist das gestempelte Siegel (Chinesisches Siegel 印,  yìn, japanisches Hanko 判子) die verbindliche rechtsgültige Unterschrift. Signaturstempel sind auch in anderen Ländern oder Institutionen gebräuchlich.

## Sonstiges

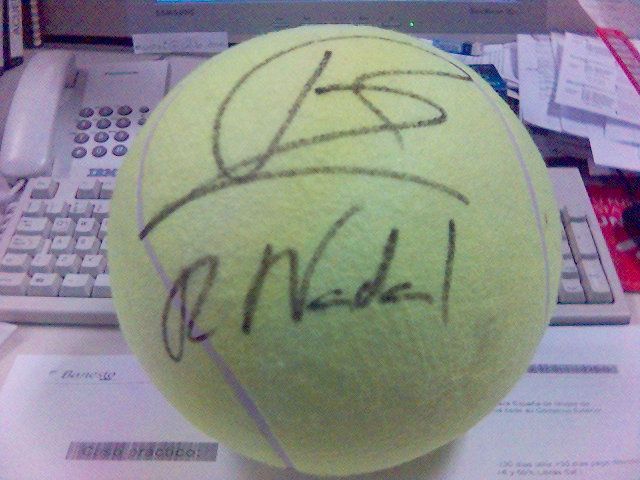
Unterschrift von Rafael Nadal auf einem Tennisball

Unterschriften dienen nicht nur zur Rechtswirksamkeit von Rechtsgeschäften jeder Art, sondern in Form des Autogramms auch als Sammlerstück (Autogrammkarte oder auf Gegenständen). Sie können im Lauf der Zeit einen bestimmten Sammlerwert erreichen.
Im Bereich der öffentlichen Meinungsbildung werden Unterschriften bei Unterschriftenaktionen im Sinne einer Meinungsäußerung gesammelt, um einer politischen Forderung Nachdruck zu verleihen. Die Unterschriftenlisten, welche die Namen, Anschriften und Unterschriften möglichst vieler Bürger und Bürgerinnen beinhalten, werden dann öffentlichkeitswirksam politischen Entscheidungsträgern übergeben. Während solche Unterschriftenlisten in Deutschland rechtlich unverbindlich sind, wird bei dem im österreichischen Staatsrecht vorgesehenen Volksbegehren eine Unterschrift geleistet.

## Umgangssprache
In Deutschland wird das Leisten einer Unterschrift umgangssprachlich als „Servus darunter setzen“ oder „Seinen Friedrich Wilhelm leisten“ bezeichnet. Letzteres geht angeblich auf Friedrich Wilhelm III. (Preußen) zurück. Dieser musste mit siebzehn Jahren, in Vertretung seines Vaters, unter Verordnungen und Gesetze seine Unterschrift leisten, ohne ausreichende Kenntnisse des Sachverhalts zu haben.
In den USA wird eine Unterschrift gelegentlich mit den Worten: „put your John Hancock there“ eingefordert. John Hancock war der erste Unterzeichner der Unabhängigkeitserklärung der Vereinigten Staaten, seine Unterschrift nahm dabei viel Raum in Anspruch (ca. 5 Zoll Höhe). So wurde sein Name zum Synonym für eine Unterschrift leisten.